# Нюль
Нюль (устар. Пюль) — река в России, течёт по территории Койгородского района Республики Коми. Устье реки находится в 14 км по левому берегу реки Кажим. Длина реки составляет 23 км. Скорость течения возле устья — 0,4 м/с.

## Данные водного реестра
По данным государственного водного реестра России относится к Двинско-Печорскому бассейновому округу, водохозяйственный участок реки — Вычегда от истока до города Сыктывкар, речной подбассейн реки — Вычегда. Речной бассейн реки — Северная Двина.
Код объекта в государственном водном реестре — 03020200112103000018761.